# 华北构造期
华北构造期，简称华北期，是古近纪始新世至渐新世(5千2百萬-2千350萬年前)之间的构造期，在此期间，在今中国及周边地区发生了华北运动或称华北事件。

## 概念的提出和演化
地质学界长期把新生代的构造运动统称为喜马拉雅运动，并把它与欧洲和西亚的阿尔卑斯运动相比。唐智(1979)最早注意到，古近纪的构造运动的性质与喜马拉雅运动非常不同，他称其为华北运动第二幕（华北运动第一幕则指主要发生在白垩纪的构造运动）。根据命名优先的原则，地質學家万天丰(2004)建议将华北运动第一幕称为四川运动，华北运动第二幕则可简称为华北运动，相应的构造期则可命名为华北构造期。

## 构造活动
比起之前的四川期和之后的喜马拉雅期，华北期是一个相对比较宁静的构造期。在此期间发生的最主要的构造活动是西太平洋俯冲带的形成。在四川期，大洋型的古伊邪那岐板块与欧亚板块之间形成走滑断层，并未发生明显的俯冲作用。但是在4千萬-3千600萬年前（最新研究则認為是5千萬-4千2萬年前）的时候，太平洋板块的运动突然发生变化，从北北西向转为北西向，这个方向的突变可以从夏威夷-天皇海山链的走向清晰地看出来。之后，太平洋板块便逼迫伊邪那岐板块向北俯冲于北美洲板块西北部之下，而在太平洋板块内部也出现了罕见的大洋-大洋俯冲带，形成菲律宾板块。最终的结果是伊邪那岐板块全部被消减掉，太平洋板块代替伊邪那岐板块直接向欧亚板块和北美洲板块西北部俯冲，从而形成了现代西太平洋俯冲带。
西太平洋俯冲带的形成使今中国大陆大部分地区重新受到了近东西向的挤压，河北平原地区发生拗陷，接受了14千米厚的沉积。闽粤沿海断层带也是这一时期出现的。但是受影响最强烈的地区是在西南地区，在这里出现了许多大型褶皱。
在近东西向的挤压的作用下，近南北向发生张裂，在今中国东部形成了许多构造盆地，成为重要的油气资源聚集区。在这些盆地的底部沿断层有玄武岩溢出，在一定程度上填塞了原本深达岩石圈下部的大断裂，保证了华北-东北地区地壳的完整性。同时，塔里木盆地、柴达木盆地、准噶尔盆地也因张裂作用而拗陷，塔里木盆地西缘当时一直是浅海环境，接受了13.8千米厚的沉积。与时同时，南海北部也发生张裂作用，出现新生洋壳。
西藏南部的构造活动则和今中国大陆大部分地区不同。在华北期，喜马拉雅地块向北与已经拼合到欧亚板块之上的冈底斯地块发生碰撞，形成雅鲁藏布江碰撞带，今中国大陆的面积又一次扩大了。

## 地应力特征
华北期地应力的主应力方向，在今中国大部分地区为近东西走向，仅在西藏南部为近北南走向。这说明在华北期，西太平洋俯冲带对今中国大陆的影响是最大的，而在西藏南部，小型的喜马拉雅地块的碰撞拼合还不足以影响到更广大地区的构造活动。

## 对现代地貌的影响
华北期的南北向张裂作用使今中国东部隆起了三条近东西走向的山脉，即阴山-燕山、秦岭-大别山和南岭。这三条山脉的两侧地区则相对下降。之所以这三条山脉会隆起，是因为它们原先都是古地块间的碰撞带，如阴山-燕山地区是阴山北-西拉木伦碰撞带，秦岭-大别山地区是秦岭-大别山碰撞带，南岭的一部分位于绍兴-十万大山碰撞带。碰撞带的岩石圈密度小，因此在南北向张裂的时候，受到的重力补偿作用大，因此会相对隆起。其中，阴山-燕山地区和秦岭-大别山地区因为基本与古碰撞带重合，所以山形比较完整；南岭和绍兴-十万大山碰撞带斜交，大部分地区并不重合，所以山形显得散乱，中间有许多呈北东-南西走向的谷地将山脊割裂。
这三条山脉的形成，使今中国东部被切割为四个不同的汇水区域，成为今天黑龙江和辽河流域、黄河流域、长江流域和珠江流域的雏形。